# Thomas Watkinson
Pour les articles homonymes, voir Watkinson.
Thomas Watkinson (né dans le Yorkshire – exécuté le 31 mai 1591 à Durham) est un laïc catholique anglais arrêté et exécuté sous le règne d'Elizabeth I. 

## Biographie
Issu d'une famille de la petite noblesse anglaise il est un catholique convaincu resté fidèle à l'Église catholique malgré les risques encourus. Il est veuf et déjà d'un âge avancé lorsqu'il rejoint le réseau de laïcs catholiques qui vient en aide, cache et nourrit les prêtres catholiques recherchés sur le territoire anglais. Il protège et assiste en particulier Robert Thorpe. Il est arrêté alors qu'il hébérgeait ce dernier qui s'apprêtait à célébrer la messe du dimanche des Rameaux. N'étant pas prêtre il est condamné à mort non pas pour haute trahison mais pour félonie. Il est exécuté par pendaison.

## Vénération
Reconnu martyr par l'Église catholique, il est vénéré comme bienheureux. Thomas Watkinson a été béatifié le 22 novembre 1987 par le pape Jean-Paul II. Il est l'un des quatre-vingt-cinq Quatre-vingt-cinq martyrs d'Angleterre et de Galles béatifié par ce dernier et est fêté le 31 mai individuellement, le 4 mai collectivement en compagnie de Robert Thorpe.